# Сестриновка
Сестри́новка (укр. Сестринівка) — село на Украине, находится в Казатинском районе Винницкой области.
Код КОАТУУ — 0521487003. Население по переписи 2001 года составляет 1147 человек. Почтовый индекс — 22140. Телефонный код — 4342.
Занимает площадь 4,15 км².

## Адрес местного совета
22140, Винницкая область, Казатинский р-н, с.Сестриновка, ул.Красноармейская, 60